# Конвой № 3231B
Конвой № 3231B — японський конвой часів Другої світової війни, проведення якого відбувалось у січні 1944 року.
Вихідним пунктом конвою був острів Сайпан, де була розташована головна японська база у Маріанському архіпелазі, тоді як пунктом призначення став атол Трук (Чуук) у центральній частині Каролінських островів, де ще до війни створили головну базу японського ВМФ в Океанії.
До складу конвою увійшли транспорти «Нікко-Мару» (734 GRT), «Аваджі-Мару», «Хакухо-Мару» і «Тайнан-Мару», а також рятувальний буксир «Куре № 5». Охорону забезпечували мисливець за підводними човнами CH-28 та переобладнаний мінний загороджувач «Урара-Мару».
Загін рушив у море 14 січня 1944 року. 16 січня за 600 км на північний захід від Труку його зустрів американський підводний човен USS Seahorse, що перебував на шляху до визначеного йому району бойових дій біля архіпелагу Палау (західні Каролінські острови). USS Seahorse торпедував та потопив вантажне судно «Нікко-Мару», унаслідок чого загинуло 8 членів екіпажу. 19 січня інші учасники конвою прибули на Трук.